# 新安戰鬥
新安戰鬥發生於1930年12月9日，地點則是在中國豫西一帶，是國民革命軍內部所發生的內戰戰鬥之一。新安戰鬥的交戰雙方，一方為四八師，另一方為華北宋哲元部隊。